# Suzue Miuchi
Suzue Miuchi (jap. 美内 すずえ, Miuchi Suzue; * 20. Februar 1951 in Nishinomiya, Hyōgo) ist eine japanische Manga-Zeichnerin.

## Leben
Sie wuchs in Osaka auf und besuchte bereits im Kindergartenalter regelmäßig eine Leihbücherei, um Mangas von Osamu Tezuka zu lesen. Selbst zu zeichnen begann sie mit etwa zehn Jahren. 1967 gewann sie für die Kurzgeschichte Yama no Tsuki to Kodanuki to den Nachwuchspreis des Manga-Magazins Bessatsu Margaret. Der kurze Manga wurde im Oktober 1967 zu ihrer ersten Veröffentlichung, weitere Comics für Bessatsu Margaret folgten. Sowohl Schulromanzen, als auch historische Geschichten erschienen aus ihrer Feder, vor allem aber ihre Horror- und Mystery-Mangas hatten in der Mitte der 1970er Jahre Erfolg.
Der Durchbruch für die Zeichnerin kam, als sie 1976 ihr bekanntestes Werk, Glass no Kamen, im Hana-to-Yume-Magazin begann, das sie erst 2004 nach über 7.000 Seiten abschloss. Die 42 Sammelbände verkauften sich in Japan ca. 50 Millionen Mal; damit ist Glass no Kamen nach Yōko Kamios Hana Yori Dango der kommerziell erfolgreichste Shōjo-Manga. Der Manga, der auch als Anime und Real-Fernsehserie umgesetzt und für den Miuchi 1995 mit dem Japan Cartoonists Association Award ausgezeichnet wurde, handelt von einem aus ärmlichen Verhältnissen stammenden Mädchen, dessen größter Traum es ist, Schauspielerin zu werden. Es erfüllt sich den Traum zwar schließlich, doch der Weg dahin ist steinig.
Den Kodansha-Manga-Preis gewann die Autorin 1982 für Yōkihi-den (dt. etwa „Erzählung der magischen Dämonenprinzessin“). Von 1986 bis 1995 zeichnete sie für die beiden Magazine Asuka und Asuka Fantasy DX ihr zweitlängstes Werk, Amaterasu.

## Werke (Auswahl)
- Yama no Tsuki to Kodanuki to (山の月とこだぬきと), 1967
- Moeru Niji (燃える虹), 1970
- 13-gatsu no Higeki (13月の悲劇), 1971
- Amaranth no Joō (アマランスの女王), 1972
- Harukanaru Kaze to Hikari (はるかなる風と光), 1973–1974
- Kujaku-iro no Kanaria (孔雀色のカナリア), 1973–1974
- Shirayuri no Kishi (白ゆりの騎士), 1974–1975
- Shiroi Kagebōshi (白い影法師), 1975
- Glass no Kamen (ガラスの仮面, Garasu no Kamen), 1976–2004
- Saint Alice Teikoku (聖アリス帝国, Sei-Arisu Teikoku), 1976–1978
- Yōkihi-den (妖鬼妃伝), 1981
- Dynamite Milk Pie (ダイナマイト・みるく・パイ, Dainamaito Miruku Pai), 1982
- Amaterasu (アマテラス), 1986–1995